# Denkmalgeschützte Objekte in Krems an der Donau
In der Statutarstadt Krems an der Donau stehen 456 Objekte unter Denkmalschutz. Die unten angeführte Liste führt zu den Listen der einzelnen Stadtteile und gibt die Anzahl der Objekte an.
| Liste der Stadtteile     | Objektanzahl |
| ------------------------ | ------------ |
| Angern                   | 2            |
| Egelsee                  | 4            |
| Gneixendorf              | 3            |
| Hollenburg               | 14           |
| Krems (Stadt)/A–O        | 170          |
| Krems (Stadt)/P–Z        | 138          |
| Landersdorf              | 4            |
| Rehberg                  | 14           |
| Scheibenhof              | 1            |
| Stein                    | 102          |
| Thallern                 | 3            |
| Weinzierl bei Krems      | 1            |
| Summe Krems an der Donau | 456          |